# Chuy García
Jesús G. "Chuy" García (Durango, México; 12 de abril de 1956) es un político y activista estadounidense, miembro de la Cámara de Representantes de los Estados Unidos por el 4.º distrito congresional de Illinois desde 2019.

## Biografía

### Primeros años
García nació en Durango, México y emigró a Chicago en 1965, donde estudió la ciencia política. El se convirtió en ciudadano de los Estados Unidos en 1977.

### Carrera
Antes de ser elegido para la Cámara de Representantes de los Estados Unidos, García fue miembro del Consejo de la Ciudad de Chicago de 1986 a 1993. Durante su tiempo en el consejo de la ciudad, fue un aliado del alcalde Harold Washington y fue visto como un progresista.
En 2015, García anunció su candidatura a la alcaldía de Chicago en las elecciones de 2015 contra alcalde Rahm Emanuel. García quedó en segundo lugar en la primera ronda de votación, sin embargo, perdió la elección ante Emanuel en la segunda vuelta electoral en abril de 2015.
En 2018, tras triunfar en las elecciones primarias de su partido, fue candidato a la Cámara, triunfando el 6 de noviembre, con el 86 % de los votos de su distrito.
En 2022, García anunció su segunda candidatura a la alcaldía de Chicago en las elecciones de 2023.